# Paddy Moloney
Paddy Moloney (Donnycarney, Dublín, 1 d'agost del 1938 - 12 d'octubre del 2021) fou el líder del grup folk irlandès The Chieftains. Flautista i gaiter, mestre de l'Uilleann pipes, n'aprengué d'un altre gran intèrpret, Leo Rowsome. Sa mare li comprà un xiulet de llauna quan tenia sis anys i a l'edat dels vuit començà a aprendre a tocar l'Uilleann pipes. També practicà l'acordió i el bodhrán. A finals de la dècada de 1950 conegué Seán Ó Riada i s'uní al grup Ceoltóirí Chualann a principis dels 60. Junt amb Garech de Brun (anglesat a Garech Browne) de Luggala, fundà Claddagh Records el 1959. El 1968 se'n convertí en productor i supervisà la gravació de 45 àlbums.

## Discografia
- Paddy Moloney and others - The Drones and Chanters: Irish Pipering (1971)
- Paddy Moloney and Sean Potts - Tin Whistles (1974)
- Silent Night: A Christmas in Rome (1998)